# Пири Реис
Пири Реис (турски: پیری رئیس‎; 1. јануар 1465, Галипоље – 1554, Каиро) био је османски адмирал, морепловац, истраживач, географ и картограф.

## Биографија
Пуно име му је Хаџи Ахмед Мухидин Пири. Реис (Re’is) у његовом имену долази из титуларног уважавања будући да означава главара, старешину или заповедника турског војног брода. Потиче из породице која је Османском царству дала бројне врсне поморце, какав је био и његов стриц Кемал, уз којег је и започео пловидбу морима, 1481. године. Рођен је 1465. године у Галипољу, срцу тадашње турске морнарице, где је и одрастао. Почетак његове пловидбе везан је за ратове Османског царства са Француском, Сардинијом, Сицилијом и Корзиком. Године 1487. са стрицем учествује у нападу на Малагу. Опловљава западна острва Медитерана и брижљиво црта мапе и бележи места која походи, од обала Шпаније, Италије и Француске до афричких обала. Учествује у евакуацији гранадских Муслимана, тзв. Морискоса који су бежали од шпанске реконкисте, због које су прогањани заједно са Маврима и Јеврејима.

## Војна служба и картографија
Пири Реис ће званично ступити у службу као заповедник војног брода 1494. године, у рату између Турака и Венеције. Већ ће идуће године његов стриц бити проглашен за адмирала од стране султана Бајазита II, па ће наставити да води свој брод у оквиру стричеве флоте све до његове изненадне смрти 1511. године док су опловљавали Родос. Пре тога, био је учесник Прве (1499) и Друге Лепантске битке (1500). Након стричеве смрти Пири се вратио у родно Галипоље да ради на мапама. Прву ће нацртати већ 1512. године, а 1513. године ће је представити султану Селиму I. Записаће да је радио по предлошку Колумбове мапе. Године 1516. се враћа у службу а у 1517. години учествује у походу на Египат, када црта делту Нила. Године 1521. почиње са радом на Књизи Пловидби (Kitâb-ı Bahriye, турски: كتاب بحرية). У служби Ибрахим-паше Паргалије за владавине Сулејмана Величанственог учествује у опсади Родоса, до тада неосвојивог, против витезова Хоспиталаца. Након Родоса падају Лерос, Кос, Калимна, Низирос, Телос, Лимонија и Халке. Године 1524. управљаће бродом којим ће одвести Паргалију у Александрију.Управо ће Паргалија посредовати представљању његове књиге 1526. године пред султаном Сулејманом Величанственим. Пири Реис је изворним 130 делова и мапа из 1521. године за ту прилику придодао још 80, тако да је Књига Пловидби, те 1526. године имала 210 делова са мапама Средоземља али и целог света. У помоћ му је пришао тадашњи османски песник Муради, тако да то није само навигацијска књига већ и уметничко дело. Године 1547, Пири Реис је на врхунцу славе, постао је адмирал (Реис) Османској флоти Индијског океана којој је седиште у Суецу. У то време осваја Аден, Маскат и Катар. Године 1554. погубљен је у Каиру као жртва интрига око неподржавања политике тадашњег гувернера Египта.
Према многим изворима, познавао је неколико светских језика, укључујући грчки, шпански, италијански и португалски.

## Дела
- Карта света 1513.
- Књига пловидби, (Kitâb-ı Bahriye) 1521. (130 делова и мапа) и 1526. (210 делова и мапа)
- Карта света 1528.

## Специфичности
Бројне су контроверзе које прате његове мапе. Будући да је познавао неколико светских језика и имао предлошке многих мапа које нису биле познате западноевропским истраживачима мора, специфично је то што се на његовој мапи из 1513. године појављује Антарктик и то без леденог покривача, Куба као острво па чак и поједине земље на месту данашње Латинске Америке. Мапу је у Топкапију нашао Густав Адолф Дајсман, протестантски теолог, 1929. године и обзнанио је свету. У поменутом музеју чува се заоставштина највећег географа и картографа Османске империје, Пири Реиса. 

## Галерија
- Пири Реисова мапа из 1513. године
- Књига Пловидби, са Мурадијевим уресима (Kitâb-ı Bahriye), 1526.
- Портолан Родоса Пирија Реиса из Књиге Пловидби (Kitâb-ı Bahriye), 1526.
- Галипоље Пирија Реиса из Књиге Пловидби (Kitâb-ı Bahriye), 1526.